# Graziana Borciani
Graziana Borciani (Fabbrico, 21 novembre 1965) è un'attrice e cantante italiana.
È componente dal 2003 del gruppo musicale-teatrale degli Oblivion.

## Biografia
Ha iniziato la sua formazione musicale al Conservatorio Lucio Campiani di Mantova e nel 1989 ha vinto il festival musicale di Ariccia patrocinato da Rita Pavone e Teddy Reno.
Diplomata alla Scuola di Teatro Colli e all'Accademia di musical BSMT di Bologna (per la quale svolge dal 2001 insegnamento di canto), dai primi anni novanta ha lavorato nel teatro di cabaret (fra l'altro, nel 1994, al Ruvido Club in uno spettacolo musicale per la regia di Daniele Sala e Francesco Freyrie).
Nel 1995 ha partecipa come cantante, assieme a Gioele Dix, Vito, Enzo Iacchetti e Giobbe Covatta, al varietà televisivo Ruvido Show, trasmesso da Rai Uno.
Dal 1996 al 1998 ha accompagnato l'attore Vito nella sua tournée teatrale, mentre dal 1999 al 2001 ha fatto parte del cast dell'opera rock Rent, ripreso nel 2006 e prodotto da Nicoletta Mantovani e Luciano Pavarotti.